# Jean Bellon
Pour les articles homonymes, voir Bellon.
Jean Bellon, en littérature Jean Bénédict, né le 3 juin 1867 à Paris, mort 28 octobre 1914 à Dompierre-Becquincourt, est un éditeur de musique, parolier et dramaturge français.

## Biographie
En 1902, Jean Bellon s’associe à Frédéric Ponscarme pour reprendre la maison d'édition musicale d'Émile Baudoux que celui-ci avait fondée en 1894. Il éditera des œuvres d'Erik Satie.
Réformé, il s'était néanmoins engagé, à 47 ans, en 1914. Incorporé comme simple soldat, il est adjudant quand il est porté disparu fin 1914,.

## Œuvres
- L'Étranger, drame en trois actes[6]
- Paris-New York, comédie opérette en 3 actes tirée de la pièce de Francis de Croisset et Emmanuel Arène par Jean Bénédict, musique de Robert Alger

### Parolier (sous le pseudonyme de Tony Raph)
- Murmure d'amour, valse chantée, paroles de Tony Raph, musique de Jan Sulima, A. Rouart, 1908
- Veiller, chanter, aimer, valse chantée, paroles de Tony Raph, musique de Jan Sulima, A.-Z. Mathot, 1909
- Dreaming (en rêvant), paroles adaptées de Tony Raph, musique de Archibald Joyce, M. Eschig, 1913

## Source
- Ornella Volta, Erik Satie. Correspondance presque complète, Fayard/IMEC, 2000, p. 681